# Åre kommunvapen

Åre kommunvapen skapades efter kommunsammanslagningarna på 1970-talet för att ersätta samtliga vapen för de äldre kommuner som hade lagts samman till Åre kommun.

Åre kommunvapen innehåller ett mantelsnitt som åskådliggör Åreskutan och älghornet togs från Kalls gamla kommunvapen.

## Blasonering
Blasonering: I blått fält ett mantelsnitt av silver vari en röd älghornskrona.

## Bakgrund
I den nya Åre kommun som bildats 1974 fanns hela fyra vapen från 1950- och 1960-talen, därav ett från den namngivande kommunen. I stället för att, som vanligt var, välja ett av dessa, beslöt man att utarbeta ett helt nytt kommunvapen. Förslaget, som senare antogs, kom från Riksarkivet. Registrering hos Patent- och registreringsverket skedde 1978.
I den exempelbild som togs fram i samband med antagandet och registreringen av vapnet, utformades hornparets pannparti i anslutning till hur sådant i regel hade framställts i medeltida sigill. Eftersom det inte fastställs i blasoneringen att så måste göras, föreligger inget fel i Wikipedias bild som har en något annorlunda utformning.

## Vapen för tidigare kommuner inom den nuvarande kommunen

### Kall
Vapnet för Kalls landskommun fastställdes av Kunglig Majestät (regeringen) den 30 juni 1961 med följande blasonering: I fält av silver en röd älghornskrona över en av vågskura bildad blå stam. Älghornskronan står för hällmålningar från yngre stenåldern som man har hittat vid Hästskotjärn. Vågskuran representerar de många sjöarna i trakten, där Kallsjön är den största.
Vapnet fördes oförändrat av Kalls kommun fram till årsskiftet 1973/74, då kommunen sammanlades till nuvarande Åre kommun. Älghornskronan i Åre nuvarande kommunvapen är hämtad från Kalls vapen.

### Mörsil
Mörsils landskommuns vapen fastställdes av Kunglig Majestät (regeringen) den 10 januari 1957 med blasonering enligt följande: Sköld genom en tinnskura delad av rött, vari tre pikar av guld med spetsar av silver uppskjuta, och av silver. Tinnskuran representerar befästningar i området från 1500- och 1600-talet och pikarna minner om de strider om området som har förts mellan Sverige och Danmark-Norge.
Mörsils kommun fortsatte att föra vapnet oförändrat fram till årsskiftet 1973/74, då kommunen sammanlades till nuvarande Åre kommun.

### Undersåker
Kunglig Majestät (regeringen) fastställde den 16 januari 1959 vapnet för Undersåkers landskommun: I fält av silver en av vågskuror bildad blå högersparre, i vinkeln åtföljd av en svart skans med fem uddar, varav en högervänd. Skansen i vapnet representerar Järpens skans och sparren skansens läge vid utflödena av Järpströmmen och Underåkersälven i sjön Liten.
Vapnet fördes utan ändring av Undersåkers kommun fram till årsskiftet 1973/74, då kommunen sammanlades till nuvarande Åre kommun.

### Åre (äldre)
Åre landskommun fick den 4 april 1952 ett vapen fastställt av Kunglig Majestät (regeringen) med följande blasonering: I rött fält en stolpvis ställd bilda av silver med en krona av guld uppträdd på skaftet. Vapnet innehåller attributen för Sankt Olof; bilan är hans vanligaste attribut och kronan står för att han var kung av Norge. Under medeltiden gick pilgrimsvandringar genom Åre till Norge.
Åre fortsatte att använda vapnet efter kommunreformen som införde en enhetlig kommunform i Sverige men det upphörde sedan när den nya Åre kommun bildades vid årsskiftet 1973/74 genom sammanläggning med andra kommuner.

Kalls landskommun (1961-1970) Kalls kommun (1971-1973)
Mörsils landskommun (1957-1970) Mörsils kommun (1971-1973)
Undersåkers landskommun (1959-1970) Undersåkers kommun (1971-1973)
Åre landskommun (1952-1970) Åre kommun (1971-1973)